# Walter James Bolton
Walter James Bolton, född 13 augusti 1888 i Wanganui, död 18 februari 1957 i Auckland, var en nyzeeländsk mördare, den siste att avrättas i Nya Zeeland. Han dömdes för att ha förgiftat sin hustru med arsenik, och sedan dödsstraffet återinförts 1950 av Sidney Hollands nationalistregering blev han den siste av åtta personer att avrättas under 1950-talet. Labour återtog makten samma år, varpå ett nytt moratorium inleddes vilket ledde till dödsstraffets avskaffande i en parlamentsomröstning 1961, sedan NP återtagit makten. Avrättningen av honom misslyckades, då han inte bröt nacken vid hängningen, utan istället långsamt kvävdes till döds.